# Philharmostes olsoufieffi
Philharmostes olsoufieffi är en skalbaggsart som beskrevs av Antoine Boucomont 1937. Philharmostes olsoufieffi ingår i släktet Philharmostes och familjen Hybosoridae. Inga underarter finns listade i Catalogue of Life.